# Steven Universe: The Movie
Steven Universe: The Movie (Steven Universo: O Filme no Brasil ou Steven Universe: O Filme em Portugal) é um filme de televisão musical americano de 2019, baseado na série de televisão Steven Universe, criada por Rebecca Sugar. O filme é dirigido, co-escrito e produzido por Sugar e outros membros da equipe de longa data Kat Morris e Joe Johnston, e estrelado por Zach Callison, Estelle, Michaela Dietz, Deedee Magno Hall e Sarah Stiles, ao lado de um elenco que reprisa seus papéis da série de televisão. O filme acontece dois anos após os eventos do final da quinta temporada, "Change Your Mind", e segue as Crystal Gems enquanto tentam salvar toda a vida orgânica na Terra de uma Gem enlouquecida com o passado com a mãe de Steven Rose Quartz.
Foi anunciado na Comic-Con de San Diego 2018, e um pequeno teaser trailer foi lançado mais tarde no canal do Cartoon Network no YouTube. Na Comic-Con 2019 de San Diego, foi lançado um trailer do filme, juntamente com o anúncio de um documentário baseado na criação do filme a ser lançado juntamente com o DVD.
Estreou no Cartoon Network em 2 de setembro de 2019. No Brasil, foi lançado em 7 de outubro de 2019, sendo uma estreia grande para o canal que fez uma contagem até a estreia. Em Portugal, foi lançado em 3 de Julho de 2020, no CN Premium, junto ao episódio "Change Your Mind". Em 29 de Agosto de 2020, o filme estreou pelo Cartoon Network.
O filme teve uma versão Sing Along lançada. Nos Estados Unidos, foi lançada em 27 de março de 2020, junto ao final de Steven Universo: Futuro. Inicialmente, essa versão iria sair nos cinemas, em 23 de Março de 2020, mas a Pandemia de COVID-19 cancelou essa estreia. No Brasil, a versão Sing Along foi lançada em 29 de novembro de 2020.

## Sinopse
O filme se passa entre Steven Universo e Steven Universo: Futuro
Após os Eventos do último episódio da série, 2 anos se passam e atualmente com 16 anos, Steven acha que seu tempo de paz na Terra finalmente chegou. Mas quando uma vilã aparece em Beach City, querendo destruir tudo o que Rose a mãe do Steven amava, Steven e as Crystal Gems precisam lidar com seu maior desafio.

## Enredo
Após uma introdução das Diamantes ("O Conto de Steven"), Steven Universo (agora com 16 anos) cumprimenta os cidadãos do Império Gem. As diamantes querem que ele fique para cumprir o papel de sua mãe, Diamante Rosa, como líder ("Queremos Adorá-lo"), mas ele recusa. De volta à Terra, as Crystal Gems comemoram sua nova paz ("Felizes pra Sempre"). Um tempo depois, um injetor gigante aterrissa no monte, e Espinela, uma Gem enlouquecida e caricata, aparece, anunciando sua intenção de destruir Steven e o resto da Terra ("Amigos que fez"). Usando uma arma igual uma foice, ela "pufa" Pérola, Garnet e Ametista voltando a forma de Gem. Os ataques dela também enfraquecem os poderes de Steven, embora seu corpo esteja intacto. Steven consegue pufar Espinela com a foice.
Steven liga para o pai, Greg, em busca de ajuda. As Gems regeneram seus corpos (incluindo Rubi e Safira separadamente), mas suas memórias foram apagadas; Pérola assume que ela é serva de Greg ("system / BOOT.pearl_final (3) .Info"). Sem suas memórias, Espinela é uma Gem pateta e feliz que tem a função de entreter seu companheiro. Steven procura conselhos de Peridot, Lapis Lazuli e Bismuto. Elas tentam elevar o espírito de Steven (Somos Assim"). E Bismuto reconhece a arma de Espinela como um "Rejuvenescedor", um dispositivo usado para restaurar as gems rebeldes de volta ao seu estado padrão. Espinela compara a situação a um quebra-cabeça, sugerindo que eles encontrem as "peças perdidas" das Gems para restaurar suas memórias, inspirando Steven a tentar reencenar a primeira fusão de Rubi e Safira. As travessuras de Espinela fazem com que o andaime entre em colapso, quase esmagando Rubi. Quando Safira a empurra para a segurança, elas se fundem em Garnet ("Será que não é amor?"), mas ela ainda não recupera suas memórias.
Greg aparece, e diz a Steven que Ametista sumiu, em quanto ela parava Pérola. Steven diz que vai atrás dela, e Espinela insiste em ir junto. Steven encontra ela, e tenta recuperar suas memórias, refazendo suas experiências ("Seja como for"). Ametista retorna perguntando a Steven o que aconteceu.
Peridot descobre que a broca de Espinela está injetando um produto químico que exterminará toda a vida na Terra. As tentativas de Steven de remover o injetor apenas aceleram o processo. A fim de reviver a memória de Pérola, o grupo a leva a um show com Sadie Killer e os Suspeitos, esperando que a música traga de volta suas memórias de rebelião ("Desobediente"), mas Pérola insiste que, enquanto Greg existir, ela o obedecerá. Steven usa a pouca energia que resta para se fundir com Greg ("Independentes Unidos"), o que permite que Pérola recupere sua memória. Ela diz a Steven que Espinela já foi companheira de brincadeira da Diamante Rosa. Dominada pela tristeza, Espinela foge.
Steven segue Espinela para um jardim desolado no espaço, onde ela revela sua história: Quando Diamante Rosa começou a colonização Gem da Terra, ela disse a Espinela que a esperasse no jardim. Espinela foi deixada lá sozinha por 6.000 anos antes de saber que o Diamante Rosa não existe mais ("Longe Daqui"). Steven diz a ela que ele nunca a abandonará e que ele compensará os erros de sua mãe ("Encontrada").
De volta a Beach City, Espinela desliga o injetor, mas quando Steven começa a desviar sua atenção de volta para todos os outros, ela acusa Steven de apenas usá-la, sugerindo que ele a abandone ou limpe sua memória novamente. Ela liga o injetor novamente e ataca Steven. Enquanto ele tenta explicar a verdade para ela, Garnet recupera sua memória ("Verdadeiro Amor"). Steven envia os outros para resgatar os humanos de Beach City enquanto ele confronta Espinela. Steven finalmente percebe por que seus poderes Gem ainda não retornaram: seu desejo por um "felizes para sempre" imutável o deixou resistente à noção de crescimento e mudança, que ele precisa experimentar novamente. Abraçando essa descoberta, ele recupera seus poderes e luta contra Espinela, tentando convencê-la de que ela também pode mudar ("Mudança"). A luta destrói o injetor, e Espinela cede depois de perceber o quanto ela odeia o que se tornou.
As diamantes chegam de repente, com a intenção de viver na Terra com Steven. Ele apresenta Espinela a elas. Elas imediatamente gostam dela e de sua personalidade pateta ("Queremos Adorá-la (Reprise)"). As diamantes a aceitam como representante de Steven e ela felizmente as acompanha, agora com pessoas que a amarão incondicionalmente. Steven e seus amigos se reúnem para reconstruir Beach City. Steven, Connie, Pérola, Garnet, Ametista e Greg apresentam um "Final" ao estilo da Broadway. Assim encerrando o filme.

## Elenco
O Elenco do filme conta com personagens recorrentes da série, porém também conta com 2 novos personagens: Espinela e Steg.
| Personagem                             | Dubladores Originais | Dubladores Brasileiros | Dubladores Brasileiros | Dobradores Portugueses | Dobradores Portugueses |
| Personagem                             | Dubladores Originais | Diálogos               | Canções                | Diálogos               | Canções                |
| -------------------------------------- | -------------------- | ---------------------- | ---------------------- | ---------------------- | ---------------------- |
| Steven Quartz Demayo Diamante Universo | Zach Callison        | André Marcondes        | João Victor Granja     | Sissi Martins          | Sissi Martins          |
| Espinela                               | Sarah Stiles         | Vic Brow               | Vic Brow               | Isabel Carvalho        | Isabel Carvalho        |
| Ametista                               | Michaela Dietz       | Flávia Fontenelle      | Mariana Féo            | Marta Mota             | Marta Mota             |
| Pérola                                 | Deedee Magno Hall    | Sylvia Salustti        | Sylvia Salustti        | Isabel Queirós         | Rita Sasi              |
| Garnet                                 | Estelle              | Marcia Coutinho        | Marcia Coutinho        | Raquel Rosmaninho      | Raquel Rosmaninho      |
| Rubi                                   | Charlyne Yi          | Luisa Palomanes        | Lina Mendes            | Raquel Rosmaninho      | Raquel Rosmaninho      |
| Safira                                 | Erica Luttrell       | Aline Ghezzi           | Aline Ghezzi           | Sissi Martins          | Sissi Martins          |
| Gregory "Greg" Universo (Demayo)       | Tom Scharpling       | Milton Parisi          | Milton Parisi          | Rodrigo Santos         | Rodrigo Santos         |
| Bismuto                                | Uzo Aduba            | Marisa Leal            | Nina Joh               | Clara Nogueira         | Clara Nogueira         |
| Peridot                                | Shelby Rabara        | Gabriela Medeiros      | Gabriela Medeiros      | Teresa Queirós         | Teresa Queirós         |
| Lápis Lazuli                           | Jennifer Paz         | Márcia Morelli         | Analu Pimenta          | Teresa Queirós         | Teresa Queirós         |
| Connie Maheswaran                      | Grace Rolek          | Christiane Monteiro    | Christiane Monteiro    | Joana Carvalho         | Joana Carvalho         |
| Sadie Miller                           | Kate Micucci         | Evie Saide             | Evie Saide             | Rute Pimenta           | Teresa Queirós         |
| Lars Barriga                           | Matthew Moy          | Manolo Rey             | Manolo Rey             | Pedro Manana           | Pedro Manana           |
| Diamante Branco                        | Christine Ebersole   | Priscila Amorim        | Taryn Szpilman         | Teresa Queirós         | Teresa Queirós         |
| Diamante Amarelo                       | Patti LuPone         | Rita Lopes             | Mariana Féo            | Ângela Marques         | Helena Neto            |
| Diamante Azul                          | Lisa Hannigan        | Isabela Quadros        | Analu Pimenta          | Flora Miranda          | Flora Miranda          |
| Prefeita Nanefua Pizza                 | Toks Olagundoye      | Maria Helena Pader     | Maria Helena Pader     | Raquel Rosmaninho      | Raquel Rosmaninho      |
| Steg                                   | Ted Leo              | Raphael Rossatto       | Raphael Rossatto       | Tiago Araújo           | Tiago Araújo           |
| Opal                                   | Aimee Mann           | Mariana Féo            | Mariana Féo            | Sissi Martins          | Sissi Martins          |
| Pérola Azul                            | Deedee Magno Hall    | Isabella Simi          | Isabella Simi          | Isabel Queirós         | Isabel Queirós         |
| Pérola Amarela                         | Deedee Magno Hall    | Jeane Marie            | Jeane Marie            | Isabel Queirós         | Isabel Queirós         |

## Produção
O filme é produzido por Rebecca Sugar. Os produtores co-executivos são Chance the Rapper, Kat Morris, Joe Johnston, Alonso Ramirez Ramos e Ian Jones-Quartey. O filme foi dirigido por Rebecca Sugar, Kat Morris e Joe Johnston.
A história do filme foi desenvolvida por Ben Levin, Hilary Florido, Ian Jones-Quartey, Jack Pendarvis, Joe Johnston, Kat Morris, Matt Burnett e Rebecca Sugar.
O filme é um musical, com músicas escritas pela criadora da série Rebecca Sugar, com colaborações musicais com Aivi & Surasshu, Chance the Rapper, Gallant, James Fauntleroy, Macie Stewart, Mike Krol, Grant Henry (Stemage), Jeff Liu, Jeff Ball, e Julian "Zorsy" Sanchez, além de Estelle, Ted Leo e Aimee Mann, estes últimos também dando voz a personagens do filme.

## Marketing
O filme foi anunciado na Comic-Con de San Diego 2018, e um pequeno teaser trailer foi lançado mais tarde no canal do Cartoon Network no YouTube. Um cartaz foi lançado uma semana antes da San Diego Comic-Con 2019, revelando um vislumbre do antagonista do filme e de um Steven visivelmente mais velho, mostrando o filme dois anos após os eventos de "Mudar de Ideia".
Na Comic-Con 2019 de San Diego, foi lançado um trailer do filme, juntamente com o anúncio de um documentário baseado na criação do filme a ser lançado juntamente com o DVD.
O bloco Toonami, do canal Adult Swim, exibiu um segundo trailer do filme durante a sua transmissão no dia 24 de Agosto.
No Brasil, a Cartoon Network já havia avisado que a data de estreia do filme, dois meses antes dela. O Filme ficou marcado para 7 de outubro, com o trailer dublado saindo em 20 de setembro de 2019 no canal oficial do desenho no Brasil.

## Lançamento

### Estados Unidos
O filme foi lançado em 2 de setembro de 2019, no Cartoon Network ; a maratona Every Steven Ever foi ao ar antes do filme, seguida por um lançamento digital em 3 de setembro. O filme foi lançado em DVD pela Warner Bros. Home Entertainment em 12 de novembro de 2019; este lançamento contém o documentário Behind the Curtain: The Making of Steven Universe: The Movie e animatics com e sem comentários. O filme foi lançado posteriormente no DVD Steven Universe: The Complete Collection em 8 de dezembro de 2020, junto com a totalidade da série original e Futuro.

### Internacional
| País             | Estreia                | Transmissão                   | Notas                              |
| ---------------- | ---------------------- | ----------------------------- | ---------------------------------- |
| Alemanha         | 4 de maio de 2020      | Principais Plataformas de VOD |                                    |
| Alemanha         | 30 de maio de 2020     | Cartoon Network               |                                    |
| América Latina   | 7 de outubro de 2019   | Cartoon Network               |                                    |
| Argentina        | 24 de outubro de 2019  | Cinema                        |                                    |
| Áustria          | 4 de maio de 2020      | Principais Plataformas de VOD |                                    |
| Áustria          | 30 de maio de 2020     | Cartoon Network               |                                    |
| Bélgica          | 27 de outubro de 2019  | Cartoon Network               | Versão Francesa                    |
| Bélgica          | 30 de maio de 2020     | Cartoon Network               | Versão Alemã                       |
| Bélgica          | 31 de maio de 2020     | Cartoon Network               | Versão Holandesa                   |
| Brasil           | 7 de outubro de 2019   | Cartoon Network               |                                    |
| Brunei           | 21 de dezembro de 2019 | Cartoon Network               | Versão Inglesa e Malaia            |
| Canadá           | 7 de setembro de 2019  | Cartoon Network               |                                    |
| Chéquia          | 9 de maio de 2020      | Cartoon Network               |                                    |
| Dinamarca        | 3 de outubro de 2020   | Cinema                        |                                    |
| Eslováquia       | 9 de maio de 2020      | Cartoon Network               | Versão Checa                       |
| Espanha          | 18 de setembro de 2020 | HBO                           |                                    |
| Estados Unidos   | 2 de setembro de 2019  | Cartoon Network               |                                    |
| Filipinas        | 28 de Setembro de 2019 | Cartoon Network               | Versão Inglesa                     |
| França           | 27 de outubro de 2019  | Cartoon Network               |                                    |
| Hong Kong        | setembro de 2019       | ITunes                        |                                    |
| Hungria          | 9 de maio de 2020      | Cartoon Network               |                                    |
| Indonésia        | 21 de dezembro de 2019 | Cartoon Network               |                                    |
| Irão             | fevereiro de 2020      | Digitoon                      | Versão Ilegal                      |
| Irlanda          | 1 de outubro de 2019   | Cartoon Network               |                                    |
| Itália           | 20 de março de 2020    | Cartoon Network               |                                    |
| Japão            | 24 de dezembro de 2020 | Boomerang                     | Versão Legendada                   |
| Liechtenstein    | 30 de maio de 2020     | Cartoon Network               | Versão Alemã                       |
| Luxemburgo       | 27 de outubro de 2019  | Cartoon Network               | Versão Francesa                    |
| Luxemburgo       | 30 de maio de 2020     | Cartoon Network               | Versão Alemã                       |
| Malásia          | 21 de dezembro de 2019 | Cartoon Network               |                                    |
| Malta            | 1 de outubro de 2019   | Cartoon Network               | Versão Inglesa                     |
| Moldávia         | 9 de maio de 2020      | Cartoon Network               | Versão Romena                      |
| Mónaco           | 27 de outubro de 2019  | Cartoon Network               | Versão Francesa                    |
| Países Baixos    | 31 de maio de 2020     | Cartoon Network               |                                    |
| Paraguai         | 24 de outubro de 2019  | Cinema                        |                                    |
| Polónia          | 17 de maio de 2020     | Cartoon Network               |                                    |
| Portugal e PALOP | 3 de Julho de 2020     | Cartoon Network Premium       |                                    |
| Portugal e PALOP | 29 de Agosto de 2020   | Cartoon Network               |                                    |
| Portugal e PALOP | 18 de setembro de 2020 | HBO                           |                                    |
| Taiwan           | 21 de dezembro de 2019 | Cartoon Network               |                                    |
| Reino Unido      | 1 de outubro de 2019   | Cartoon Network               |                                    |
| Roménia          | 9 de maio de 2020      | Cartoon Network               |                                    |
| San Marino       | 20 de março de 2020    | Cartoon Network               |                                    |
| Singapura        | 21 de dezembro de 2019 | Cartoon Network               | Versão Inglesa, Malaia e Mandarina |
| Suíça            | 27 de outubro de 2019  | Cartoon Network               | Versão Francesa                    |
| Suíça            | 20 de março de 2020    | Cartoon Network               | Versão Italiana                    |
| Suíça            | 30 de maio de 2020     | Cartoon Network               | Versão Alemã                       |
| Tailândia        | 21 de dezembro de 2019 | Cartoon Network               |                                    |
| Uruguai          | 24 de outubro de 2019  | Cinema                        |                                    |
| Vaticano         | 20 de março de 2020    | Cartoon Network               | Versão Italiana                    |
| Vietname         | 21 de dezembro de 2019 | Cartoon Network               | Versão Narrada                     |

### Cinema
Na Argentina, Paraguai e Uruguai, o filme foi lançado nos cinemas de 24 a 30 de Outubro de 2019 nos Cinemark Theatres.
Uma exibição teatral de uma noite do filme pela Fathom Events foi planejada para 23 de Março de 2020, incluindo uma exibição estreia de um episódio de Steven Universo Futuro, mas o evento foi cancelado devido à Pandemia de COVID-19 em 2020.
Com sua produção limitada, o filme faturou US$ 24.012 nas bilheterias internacionais.

## Trilha Sonora
O primeiro single da trilha sonora do filme, "True Kinda Love", realizado por Estelle e Zach Callison, foi lançado em 19 de julho de 2019.
A trilha sonora foi lançada em 3 de setembro de 2019, atingindo o número 57 no US Billboard 200, número 6 na tabela de álbuns independentes e número 5 na tabela de trilhas sonoras. Além disso, duas músicas da trilha sonora estão no gráfico da Billboard Kid Digital Songs: "Other Friends" e ''True Kinda Love" alcançaram o número 1 e o número 8, respectivamente. A música" Happily Ever After" (Felizes pra Sempre) foi posteriormente adaptada ao tema de abertura da série limitada de epílogos, Steven Universe Future.
Uma versão deluxe (com versões demo de algumas músicas) foi lançada em 15 de novembro de 2019.

#### Versão Original[28]
1. The Tale of Steven - (feat. Christine Ebersole, Patti LuPone e Lisa Hannigan)
2. Let Us Adore You - (feat. Christine Ebersole, Patti LuPone e Lisa Hannigan)
3. Happily Ever After - (feat. Zach Callison, Estelle, Michaela Dietz e Deedee Magno Hall)
4. Other Friends - (feat. Sarah Stiles)
5. system/BOOT.PearlFinal(3).Info - (feat. Deedee Magno Hall)
6. Who We Are - (feat. Uzo Aduba, Zach Callison, Jennifer Paz e Shelby Rabara)
7. Isn't it love? - (feat. Estelle)
8. No Mather What - (feat. Michaela Dietz e Zach Callison)
9. Disobedient - (feat. Michaela Dietz e Kate Micucci)
10. Independent Togheter - (feat. Ted Leo, Aimee Mann e Deedee Magno Hall)
11. Drift Away - (feat. Sarah Stiles)
12. Found - (feat. Zach Callison e Sarah Stiles)
13. True Kinda Love - (feat. Estelle e Zach Callison)
14. Change - (feat. Zach Callison)
15. Let Us Adore You (Reprise) - (feat. Christine Ebersole, Patti LuPone, Lisa Hannigan e Sarah Stiles)
16. Finale - (feat. Zach Callison, Deedee Magno Hall, Michaela Dietz, Estelle, Tom Scharpling, Uzo Aduba, Jennifer Paz, Shelby Rabara, Grace Rolek, Kate Micucci e Matthew Moy)

#### Versão Brasileira[28][29]
| Faixas da edição padrão | | |                                    |         |  |
| N.º                     | Título | Compositor(es)                                                                                        | Produzido por                      | Duração |  |
| 1.                      | "O Conto de Steven (feat. Taryn Szpilman, Analu Pimenta e Mariana Féo)" | Rebecca Sugar Jeff Ball Félix Ferrà                                                                   | Rebecca Sugar Aivi & Surasshu      | 1:24    |  |
| 2.                      | "Queremos Adorá-lo (feat. Taryn Szpilman, Analu Pimenta e Mariana Féo)" | Sugar Jeff Liu Ferrà                                                                                  | Sugar Aivi & Surasshu              | 1:03    |  |
| 3.                      | "Felizes pra Sempre (feat. João Victor Granja, Sylvia Salustti, Mariana Féo e Márcia Coutinho" | Liu Sugar Ferrà                                                                                       | Sugar Aivi & Surasshu              | 5:12    |  |
| 4.                      | "Outros Amigos (feat. Vic Brown)" | Liu Sugar Félix Ferrà                                                                                 | Sugar Aivi & Surasshu              | 1:45    |  |
| 5.                      | "system/BOOT.PearlFinal(3).Info (feat. Sylvia Salustti)" | Liu Sugar Ferrà                                                                                       | Sugar Aivi & Surasshu              | 3:03    |  |
| 6.                      | "Somos Assim (feat. Nina Joh, João Victor Granja, Gabriela Medeiros e Analu Pimenta)" | Sugar Ferrà                                                                                           | Sugar Aivi & Surasshu              | 2:57    |  |
| 7.                      | "Será que não é Amor? (feat. Márcia Coutinho)" | Estelle James Fauntleroy Sugar Ferrà                                                                  | James Fauntleroy Aivi & Surasshu   | 1:29    |  |
| 8.                      | "Seja como For (feat. Mariana Féo e João Victor Granja)" | Liu Sugar Ferrà                                                                                       | Sugar Aivi & Surasshu              | 2:16    |  |
| 9.                      | "Desobediente (feat. Evie Saide e Mariana Féo)" | Mike Krol Sugar Ferrà                                                                                 | Sugar Krol                         | 2:28    |  |
| 10.                     | "Independentes Unidos (feat. Raphael Rossatto,Sylvia Salustti e Mariana Féo)" | Ted Leo Sugar Ferrà                                                                                   | Sugar Aivi & Surasshu Leo Stemage  | 3:18    |  |
| 11.                     | "Longe daqui (feat. Vic Brown)" | Aimee Mann Sugar Ferrà                                                                                | Sugar Aivi & Surasshu              | 3:19    |  |
| 12.                     | "Encontrada (feat. João Victor Granja e Vic Brown)" | Liu Sugar Ferrà                                                                                       | Sugar Aivi & Surasshu              | 1:30    |  |
| 13.                     | "Verdadeiro Amor (feat. Márcia Coutinho, João Victor Granja & Analu Pimenta)" | Aivi Tran Chance the Rapper Estelle Fauntleroy Julian Sanchez Macie Stewart Sugar Steven Velema Ferrà | Aivi & Surasshu Bennett Fauntleroy | 4:56    |  |
| 14.                     | "Mudança (feat. João Victor Granja)" | Liu Sugar Félix Ferrà                                                                                 | Sugar Aivi & Surasshu              | 1:39    |  |
| 15.                     | "Queremos Adorá-la (feat. Taryn Szpilman, Analu Pimenta, Mariana Féo e Vic Brown)" | Liu Sugar Ferrà                                                                                       | Sugar Aivi & Surasshu              | 1:52    |  |
| 16.                     | "Felizes pra Sempre (Final) - (feat. João Victor Granja, Sylvia Salustti, Mariana Féo, Márcia Coutinho, Nina Joh, Gabriela Medeiros, Analu Pimenta, Milton Parisi, Christiane Monteiro, Evie Saide e Manolo Rey)" | Tran Bennett Estelle Fauntleroy Sanchez Stewart Sugar Velema Ferrà                                    | Sugar Aivi & Surasshu              | 2:00    |  |
| Duração total:          | Duração total: | Duração total:                                                                                        | Duração total:                     | 40:16   |  |

## Recepção

### Audiência
Steven Universo - O Filme foi visto por 1,57 milhões de telespectadores em sua transmissão original, que não tinha comerciais. Isso fez do filme a transmissão mais votada da série em mais de três anos.

### Crítica
Steven Universo - O Filme foi universalmente aclamado pelos críticos antes da transmissão, com a música, animação e personagens destacados em particular.
Rotten Tomatoes dá ao filme uma taxa de aprovação de 100% dos críticos são positivas, com uma classificação média  de 9,3/10.
Falando de sua eficácia como uma história independente na Forbes, Dani Di Placido descreveu o filme como "acessível aos novatos e profundamente gratificante para os fãs de longa data da série". Rollin Bishop, do ComicBook.com, resumiu que o filme contém "números musicais incríveis, com ilustrações impressionantes e animação de tirar o fôlego, para superar qualquer coisa que a franquia já tenha tentado antes" enquanto Shamus Kelley comentou sobre o forte conteúdo emocional do filme para Den. da Geek, dizendo que "este é um filme que ficará com você muito tempo depois de terminar a exibição. Como o melhor entretenimento, ele segura um espelho e permite que você examine sua vida de maneira segura".

### Prêmios e Indicações
| Ano  | Prémio             | Categoria                                   | Nomeado(s)                 | Resultado |
| ---- | ------------------ | ------------------------------------------- | -------------------------- | --------- |
| 2019 | Annie Awards       | Melhor Voz de TV/Mídia                      | Sarah Stiles como "Spinel" | Indicado  |
| 2020 | GLAAD Media Awards | Excelente programa para crianças e famílias | Steven Universo - O Filme  | Indicado  |